# Pferdebachtal
Das Pferdebachtal ist ein knapp fünf Kilometer langes Tal im Landkreis Eichsfeld in Nordwestthüringen.

## Lage und Verlauf
Das Pferdebachtal beginnt unweit nordwestlich vom Heiligenstädter Ortsteil Flinsberg bei etwa (450 m ü. NN), verläuft in nördlicher Richtung bis kurz vor Einmündung des Pferdebaches in die Geislede bei etwa (290 m ü. NN) am südöstlichen Stadtrand von Heilbad Heiligenstadt. Das Tal bildet den östlichen Abschnitt des Heiligenstädter Stadtwaldes (bis 467,5 m) und ist Teil der nach Norden gerichteten Abdachung des Oberen Eichsfeldes zum Tal der Leine. Im Osten wird es eingegrenzt von Ausläufern des Warteberges (515,9 m) und dem Mittelberg (419,2 m).  Die gesamte Tallage wird von der Landesstraße L 1006 erschlossen.

## Natur
Das Tal ist überwiegend bewaldet (Buchenmischwald), insbesondere in den unteren Tallagen gibt es auch Wiesen und Flächen für den Obstanbau.
An den Talhängen sind die Gesteinsschichten des Muschelkalks angeschnitten. An der Egelsburg gibt es im Muschelkalk mehrere Abrutschungen, die zu einer Felsspalte mit einer kleinen Höhle führen. Der Sage nach soll es dort früher eine Burg gestanden haben. Im unteren Talabschnitt liegt oberer Buntsandstein an.
Zahlreiche kleine Nebentäler münden in das Pferdebachtal:
- linksseitig: Wolfental, Schellhasengraben, Düstertal, Langes Tal
- rechtsseitig: Kirchgraben, Mollengrund.

Sie führen teilweise kleinere Zuflüsse dem Pferdebach zu. Am bekanntesten sind die Neun Brunnen am Ausgang des Langen Tales, wo es ein kleines Erholungsgebiet mit Teich gibt. Unterhalb des Schellhasengrabens gibt es einen größeren Fischteich.

## Geschichte
Der Pferdebach und das dazugehörige Tal werden 1554 (im Pferdebach) und 1634 (Im Pferdtbach) erstmals urkundlich erwähnt. Es handelt sich dabei um ein Tal, wo Pferde weideten.
Im Jahr 1911 wurde mit dem Bau der Eisenbahnstrecke Heiligenstadt–Schwebda durch das Pferdebachtal begonnen und 1914 in Betrieb genommen. Es wurde ein eigener Haltepunkt im Pferdebachtal errichtet, im oberen Abschnitt des Tales wurde wegen des steilen Anstieges zunächst ein Zahnstangenabschnitt eingebaut, der später wieder entfernt wurde. Die Einstellung des Bahnbetriebes und Demontage der Gleisanlagen erfolgte im Jahr 1947 auf Anordnung der Sowjetischen Militäradministration.

### Heerestanklager Heiligau
1937 begannen Planung und Bau eines Treibstofflagers beim Haltepunkt Pferdebachtal durch die Wirtschaftliche Forschungsgesellschaft mbH. Die am Ende des Zweiten Weltkrieges durch Bombenangriffe beschädigten Anlagen wurden ab 1946 demontiert. Danach dienten die verbliebenen Gebäude als Kinderferienlager, später als Lazarett der Grenztruppen der DDR. Heute befindet sich dort ein Stützpunkt des Technischen Hilfswerkes. Die mit dem Tanklager angelegten Löschwasserteiche werden von Anglern genutzt.

### Haltepunkt Pferdebachtal
Mit Eröffnung der eingleisigen Bahnstrecke Heiligenstadt–Schwebda wurde auch der Haltepunkt Pferdebachtal bei Streckenkilometer 6,2 auf einer Höhenlage von 332,5 m übergeben, zusätzlich wurde eine Holzverladestelle mit einem Umsetzgleis angelegt. Etwa 200 m hinter dem Haltepunkt Pferdebachtal begann der erste Zahnstangenabschnitt der Bahnstrecke, deshalb mussten hier anfänglich die Zahnradloks an die andere Seite des Zuges wechseln, wenn es bergwärts ging. Am Bahnsteig gab es eine offene Wartehalle und ein Abort. 
Mit dem Bau des Tanklagers der Wifo erhöhte sich der Güterverkehr deutlich und der Haltepunkt wurde ausgebaut. Es wurde ein separates 600 m langes Anschlussgleis der Wifo gebaut, mit einem zweiten Bahnsteig im Haltepunkt und das Ladegleis mit Laderampe und Ladestraße wurde erweitert. Das Anschlussgleis endete einerseits an einem kleinen Lokschuppen und führte andererseits zum im Wald versteckt liegenden Firmengelände. Zum Stand 1944 hatte der nunmehrige Bahnhof drei Weichen, eine Doppelweiche und eine Entgleisungsweiche im Anschlussgleis. Das Heerestanklager hatte eigenes kleines Gleisnetz und Lokomotiven, ob hier eine Diesellok der Baureihe V 36 stationiert war, ist nicht sicher belegt. Darüber hinaus gab es vor dem Bahnhof Heiligenstadt noch ein weiteres Anschlussgleis der Wifo, somit war eine nächtliche Belieferung gewährleistet. Nach 1945 wurden zunächst alle Gleisanlagen am Standort, außer dem Streckengleis, zurückgebaut und ab 1947 wurde die gesamte Bahnstrecke demontiert. Heute verläuft auf der Bahntrasse ein Radweg, von den Bahnanlagen findet man noch einen Prellbock aus Beton und eine Laderampe, teilweise ist noch der Trassenverlauf zur Wifo im Gelände erkennbar.